# Go In
Go In è un singolo del rapper statunitense Lil Tjay, pubblicato il 13 dicembre 2019.

## Tracce
1. Go In – 4:14